# 亨里塔 (德克薩斯州)
亨里塔（英語：Henrietta）是一個位於美國德克薩斯州克萊縣的城市。根據2010年美國人口普查，該地共人口3141人，而該地的面積約為13.40平方千米。同時該地也是克萊縣的縣治。

## 地理
亨里塔的座標為33°49′00″N 98°12′00″W / 33.81667°N 98.20000°W，而該地的平均海拔高度為278米（即912英尺）。